# أورم الكبرى
أورم الكبرى مدينة في منطقة جبل سمعان في محافظة حلب في سوريا. تقع على بعد حوالي 15 كم جنوب غرب مدينة حلب.